# Курултай
Курулта́й (монг. Хуралдай, Khuruldai, тур. Kurultay, з тюрк. — велелюдне свято) — у тюркських народів орган народного представництва, загальнонаціональний з'їзд, під час якого розв'язують найважливіші проблеми нації. Початково означав збори князів, пізніше збори народу.

## Походження слова
У перекладі з турецької означає конгрес. «Кур-», який є коренем слова курултай, є спільним для усіх мов алтайського походження і від цього кореня будувалися слова, які позначали заклади або організації. Це слово не монгольського походження, але воно присутнє в загальному словнику алтайських мов. Дві складові слова «Кур-» «-тай» зі старотурецької можна перекласти як обговорення-зустріч.

## Великий курултай тюркських народів

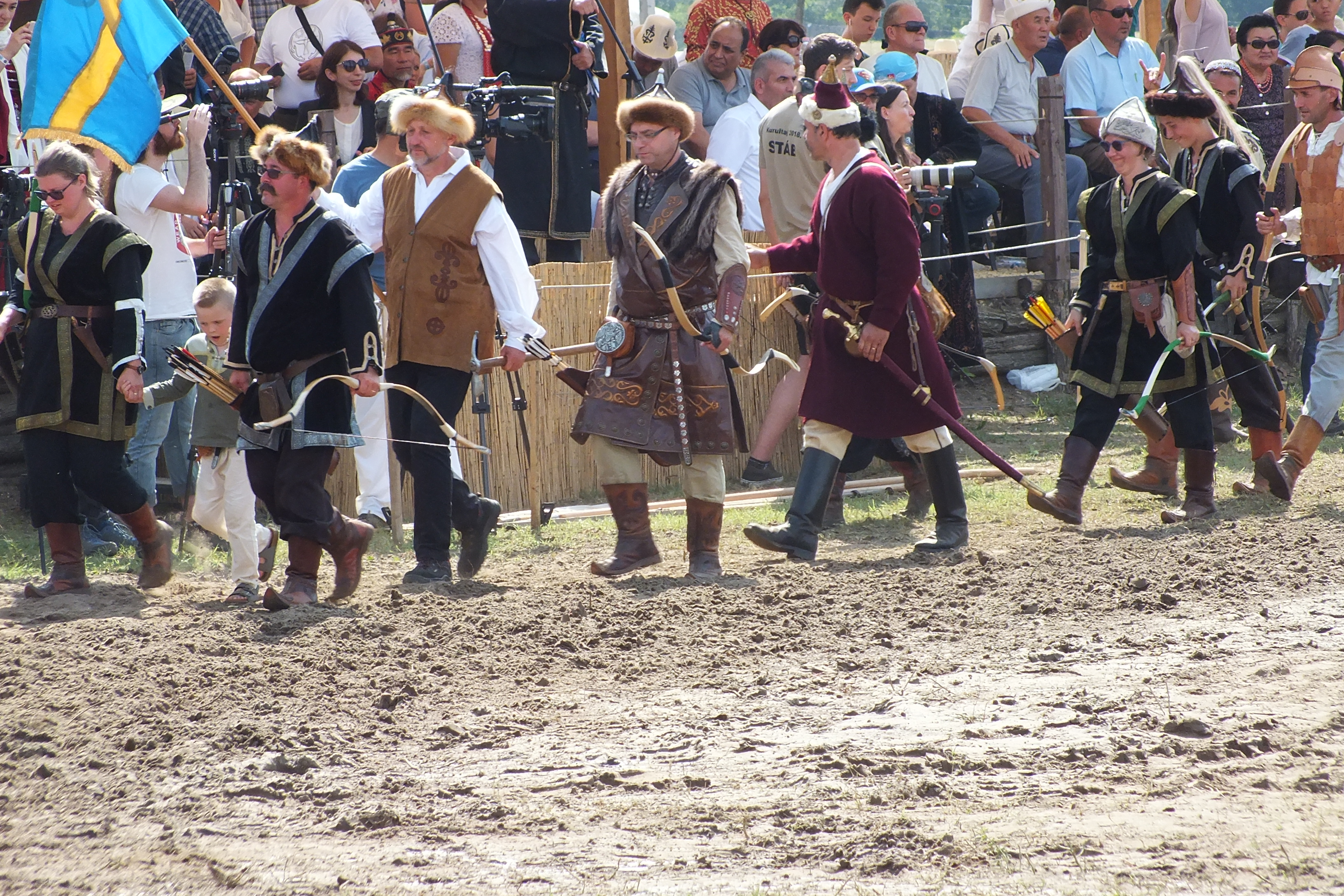
Змагання лучників

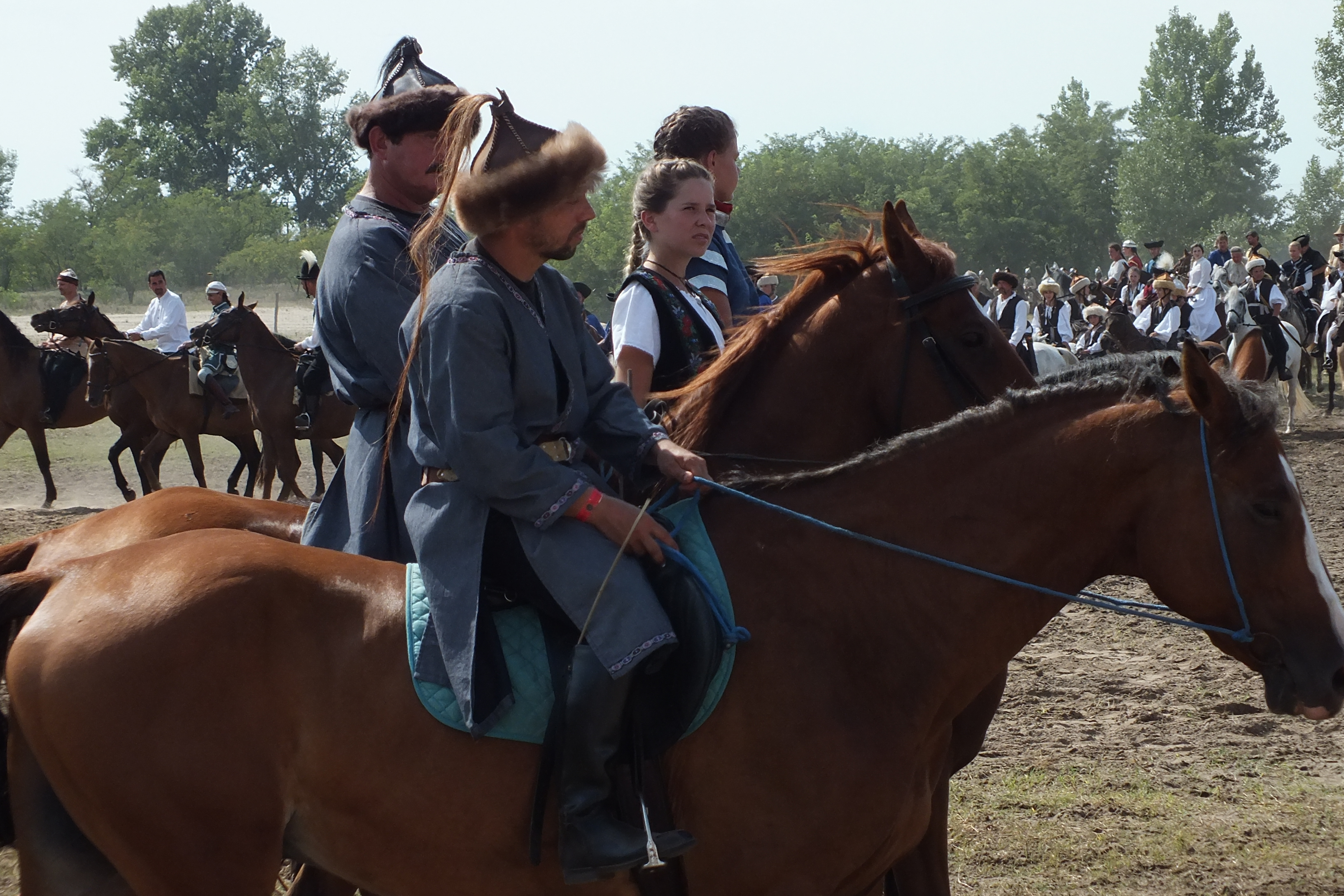
Вершники в традиційному одязі

## Великий курултайтюркських народів[3]
- I — у 2007 році в Казахстані.[4]
- II — у 2008 році в Угорщині.
- III — у 2010 році в Угорщині.
- IV — у 2012 році в Угорщині.
- V — у 2014 році в Угорщині.
- VI — у 2018 році в Угорщині.[5]

Курултай кримськотатарського народу таємним голосуванням призначає меджліс.
Аналогами курултаю є староруське віче, козацьке коло або козацька рада, церковний собор та інші форми колективного розв'язання питань з рівним правом голосу кожного учасника.